# Дивовижна країна Оз
«Дивови́жна краї́на Оз» (англ. The Marvelous Land of Oz) — друга книга американського письменника Лаймена Френка Баума про країну Оз, яка побачила світ 1904 року. Це єдина книга з циклу, де немає Дороті Ґейл.

## Сюжет
Головний герой — хлопчик на ім'я Тіп, який, скільки себе пам'ятав, перебував під опікою старої відьми Момбі з країни Гіллікінів. Тіп недолюблював стару, так само як і вона його, і одного разу вирішив з неї пожартувати. Він змайстрував людину з дерева і приробив їй голову з гарбуза, вирізавши на ній очі, ніс, вічно усміхнений рот, і назвав Джек Гарбузова Голова. Поставивши змайстроване опудало біля дороги, якою відьма поверталася додому, Тіп сховався, передчуваючи, як смішно злякається Момбі. Але стара не злякалася Джека Гарбузової Голови, і, до того ж, вона вирішила випробувати на ньому дію Життєдайного Порошку, який якраз купила в знайомого чаклуна. Посипавши цим порошком Джека, Момбі оживила його. Тіпа вона відразу ж замкнула в будинку. У покарання за витівку вона вирішила перетворити хлопчика на статую, а Джека Гарбузову Голову залишити прислужувати собі замість нього. Але Тіп, не бажаючи чекати сумної долі, втік уночі, коли Момбі міцно спала, прихопивши із собою Джека.

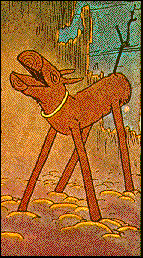
Живі Ко́зли

Залишаючи будинок Момбі, Тіп узяв із собою кошик відьми з Життєдайним Порошком. Хлопчик вирішив йти до Смарагдового міста. Дорогою з'ясувалося, що Джеку Гарбузовій Голові важко пересуватися на своїх шарнірних ногах, і Тіпу довелося оживити Порошком дерев'яні ко́зли, які стали непоганим конем для Джека. Наказавши Живим Ко́злам із Джеком, що сидів на них, мчати галопом, Тіп дуже відстав від них і втратив з поля зору.
На підході до Смарагдового міста хлопчик знайомиться з дівчиною на ім'я Джинджер, яка, як згодом з'ясувалося, очолювала армію Повстанців. Армія складалася виключно з дівчат, озброєних гострими спицями, які хотіли захопити столицю країни Оз, щоб привласнити собі смарагди міста. Увійшовши разом із Джинджер у місто, Тіп знову зустрів там коня і Джека Гарбузову Голову, який уже встиг потоваришувати зі Страшилом, правителем Смарагдового міста. Оскільки армія Смарагдового міста складалася лише з двох солдатів, його того ж дня захопили без бою дівчата з армії Повстанців. Страшило, Джек Гарбузова Голова, Живі Ко́зли і Тіп стали бранцями, замкненими в палаці, Джинджер зайняла трон, а її військо почало грабувати місто, виколупуючи спицями смарагди.
Друзі вирішують тікати з міста та просити допомоги Залізного Дроворуба, щоб звільнити місто від дівчат. Осідлавши дерев'яного коня і давши йому команду мчати галопом, вони в одну мить покинули місто. Діставшись до країни Мигунів, вони зустрілися з її правителем Залізним Дроворубом, який, послухавши їхню сумну історію, вирішує негайно вирушати в похід на Смарагдове місто, сподіваючись, що його величезна сокира налякає дівчат і ті здадуть місто. Дорогою вони знайомляться з Дуже Збільшеним Високоосвіченим Жуком-Шкеребертником — звичайним жуком, якого одного разу збільшено до розмірів людини завдяки магії професора одного з університетів країни Оз. Жук продовжує шлях разом із героями. Дорогою друзям чинить перешкоди стара відьма Момбі, яку запросила на допомогу генерал Джинджер. Але друзі долають усі перешкоди завдяки Королеві Польових мишей, старій подрузі Страшила та Залізного Дроворуба. Підійшовши до міста, Страшило ховає в своїй соломі дюжину підданих-мишей
У місті Повстанці безперешкодно пропустили мандрівників прямо до палацу, де їх хитрістю й захопили. Але Страшило випустив усіх мишок, що ховалися в ньому, на волю, і дівчата з вереском покинули палац. Друзі негайно зачинили ворота, і залишилися самі у палаці, оточеному Повстанцями. Там вони вирішили просити допомоги у Глінди, доброї чарівниці країни Оз. Щоб безперешкодно дістатися до неї, друзі створюють з підручних предметів і голови оленя істоту, що літає, й оживлюють її залишками Порошку. Істота, названа Рогачем, не без пригод забирає їх у країну Кводлінгів, якою править Чарівниця Глінда. Глінда пропонує їм захопити відьму Момбі, яка єдина знає таємницю про місцезнаходження справжньої Правительки Смарагдового міста, щоб згодом, звільнивши трон від Джинджер, посадити на нього законну спадкоємицю.
Момбі, опинившись у полоні в Глінди, не без тиску видає таємницю, що законна спадкоємиця престолу, Правителька Смарагдового міста принцеса Озма, в ранньому дитинстві була перетворена нею на хлопчика Тіпа. Відьма на очах у всіх перетворює Тіпа знову в Озму. Друзі в компанії Глінди повертаються в Смарагдове місто, де захоплюють Джинджер, розпускають її армію та повертають престол Озмі. Смарагди повертаються на їхні місця, дівчата з армії та Джинджер відпускають додому, і в країні Оз знову відновлюється мир та порядок.

## Екранізації
- «Чарівна фея і радіоп'єси» (The Fairylogue and Radio-Plays, США, 1908) — фільм, що супроводжувався театральною частитною та проєкціями чарівного ліхтаря. За мотивами творів «Дивовижний чарівник країни Оз», «Дивовижна країна Оз», «Озма з країни Оз», «Дороті й Чарівник у країні Оз» и «Джон Дау і херувим[en]». Вважають втраченим[2].
- «Дивовижний чарівник країни Оз» (The Land of Oz, США, 1910) — продовження фільму «Дороті й опудало в країні Оз». Вважають втраченим.
- «Країна Оз (продовження „Чарівника країни Оз“)» (The Land of Oz, a Sequel to the Wizard of Oz, США, 1932) — короткометражний фільм за першими главами книги. Звук останніх епізодів фильму не зберігся.
- «Дивовижна країна Оз[en]» (The Wonderful Land of Oz, США, 1969).
- «Подорож назад у країну Оз[en]» (Journey Back to Oz, США, 1972) — повнометражний мультфільм за мотивами книги[2].
- «Повернення в країну Оз» (Return to Oz, США—Велика Британія, 1985) — повнометражний фільм за мотивами творів «Дивовижна країна Оз» і «Озма з країни Оз»[2].
- «У країні чарівника Оза[pl]» (пол. W krainie czarnoksiężnika Oza, Польща, 1983—1989) — мультсеріал (епізоди 7—13).
- «Дивовижний чарівник з країни Оз» (яп. オズの魔法使い, Японія, 1986) — аніме-серіал (епізоди 18—30).
- «Пригоди в Смарагдовому місті» (Росія, 1999—2000) — 4-серійний мультфільм (епизоди «Каверзи старої Момбі» та «Принцеса Озма»)[2].